# Freedom (Beyoncé)
Freedom è un singolo della cantante statunitense Beyoncé, pubblicato il 9 settembre 2016 come quarto estratto dal sesto album in studio Lemonade. Il brano è stato candidato ai Grammy Awards nella categoria miglior interpretazione Rap/Sung, ed è stato riconosciuto con due NAACP Image Award alla miglior canzone e miglior collaborazione.

## Descrizione
La canzone, che vede la partecipazione del rapper Kendrick Lamar, è stata scritta da Jonny Forziere, Beyoncé, Carla Marie Williams, Dean McIntosh, Lamar, Frank Tirado, Alan Lomax e John Lomax, Sr. mentre la sua produzione è stata gestita da Coffer, Beyoncé e il produttore del hip hop Just Blaze.  La cantautrice Carla Marie Williams, intervistata dal The Fader, ha raccontato il processo creativo e il significato del brano:
(Carla Marie Williams)

## Registrazione
Il brano contiene tre campionamenti musicali: Let Me Try, scritto da Frank Tirado, eseguita da Kaleidoscope; Collection Speech/Undentified Lining Hymn (1959), registrato da Alan Lomax, eseguita dal Reverend R.C. Crenshaw; e Stewball (1947), registrato da Alan Lomax e John Lomax, Sr., eseguita da "Prisoner 22" a Penitenziario statale del Mississippi a Parchment. Freedom è stato missato e registrato da Stuart Bianco a Pacifique Recording Studios e The Beehive rispettivamente. La sua ingegneria audio è stata terminata da Ramon Rivas con l'assistenza di John Cranfield. Arrow Benjamin, che ha collaborato con Beyoncé in Runnin' (Lose It All) di Naughty Boy nel 2015, ha partecipato al brano in qualità di corista. Boots e Myles William erano responsabili per la programmazione mentre Dave Kutch ha masterizzato il brano a The Mastering Palace NYC nel North Hollywood, California. Marcus Miller e Canei Finch hanno suonato il basso e un pianoforte supplementare nella canzone.

## Accoglienza
Freedom è stata accolta con favore dalla critica. Pitchfork ha nominato il brano come il migliore "nuovo brano della settimana", al momento della sua pubblicazione. Il redattore del sito Britt Jullious ha commentato la scelta: «Dopo canzoni di paranoie, rabbia e vendetta, finalmente abbiamo una canzone che dice la verità sul profondo pozzo dei sentimenti di Beyoncé. Immerso in suoni psichedelici e sintetici e in un ritmo di batteria propulsivo, il brano taglia dritto, fornendo una narrazione alternativa di redenzione personale. È anche l'opera esplicativa di Lemonade».
Altri critici si sono soffermati sull'aspetto politico del brano, tra cui Everett True per The Independent che riporta «Freedom ruggisce come un tuono e minaccia di far cadere i governi conservatori sulla sua scia», mentre Brittany Spanos e Sarah Grant di Rolling Stone hanno definito la canzone «una delle dichiarazioni politiche più eclatanti della carriera di Beyoncé». Andrea Peterson del The Washington Post ha inoltre sottolineato che «la sua volontà di essere brutalmente onesta su uno dei problemi più scottanti che l'America di oggi si trova ad affrontare ha anche attirato l'ira di alcune testate conservatrici che hanno accusato la popstar di aver contribuito a ispirare la violenza contro la polizia». Peterson sottolinea inoltre che «in qualità di interprete musicale forse più iconica della sua generazione, [Beyoncé] si appresta a superare i limiti artistici affrontando i temi della disuguaglianza razziale in un modo che potrebbe mettere a rischio la carriera di un artista meno affermato di lei».

## Riconoscimenti
Grammy Award
- 2017 – Candidatura alla miglior interpretazione Rap/Sung

BET Awards
- 2017 – Candidatura alla miglior collaborazione

MTV Video Music Awards
- 2016 – Candidatura alla miglior collaborazione

NAACP Image Award
- 2017 – Miglior canzone
- 2017 – Miglior collaborazione

Soul Train Music Award
- 2016 – Candidatura alla miglior collaborazione

## Impatto culturale

### Black Lives Matter e inno contro le brutalità poliziesche
Sin dalla pubblicazione del brano attraverso il film Lemonade, numerose testate giornalistiche conservatrici statunitensi si sono schierate contro il significato di Freedom e Formation, descrivendo l'artista come «anti-poliziotto», fondando i presupposti delle proteste avvenute nel luglio 2016 a Dallas, Texas, da parte del movimento Black Lives Matter contro la discriminazione razziale e le brutalità poliziesche, in cui sono rimasti uccisi cinque poliziotti e feriti altri sette. Il giorno successivo all'avvenimento Beyoncé ha riportato i nomi degli agenti uccisi e feriti nel proprio sito web, scrivendo «Nessuna violenza creerà la pace. Per cambiare dobbiamo mostrare amore di fronte all'odio e pace di fronte alla violenza». La canzone è diventata un inno per le proteste del movimento Black Lives Matter a seguito della morte di George Floyd del 2020. Nel corso delle protesti il brano è stato cantato dall'attrice e cantante Amber Riley.

### Uso nella politica
Nel corso della campagna elettorale di Kamala Harris per le elezioni presidenziali negli Stati Uniti d'America del 2024 la canzone è stata utilizzata dalla candidata come inno ufficiale, ottenendo il permesso dalla cantante e dalla Parkwood Entertainment in meno di ventiquattro ore dalla candidatura dopo il ritiro di Joe Biden.

## Video musicale
Il videoclip della canzone fa parte di un film di un'ora con lo stesso titolo del disco d'origine, inizialmente andato in onda su HBO. Il video include un cameo dalla modella canadese Winnie Harlow e presenta cameo delle madri afroamericane che tengono in mano le foto dei propri figli uccisi a seguito di brutalità poliziesche, tra cui di Michael Brown, Eric Garner e Trayvon Martin.
Il video ha ricevuto una candidatura agli MTV Video Music Awards 2016 per il miglior video collaborativo.

## Esibizioni dal vivo

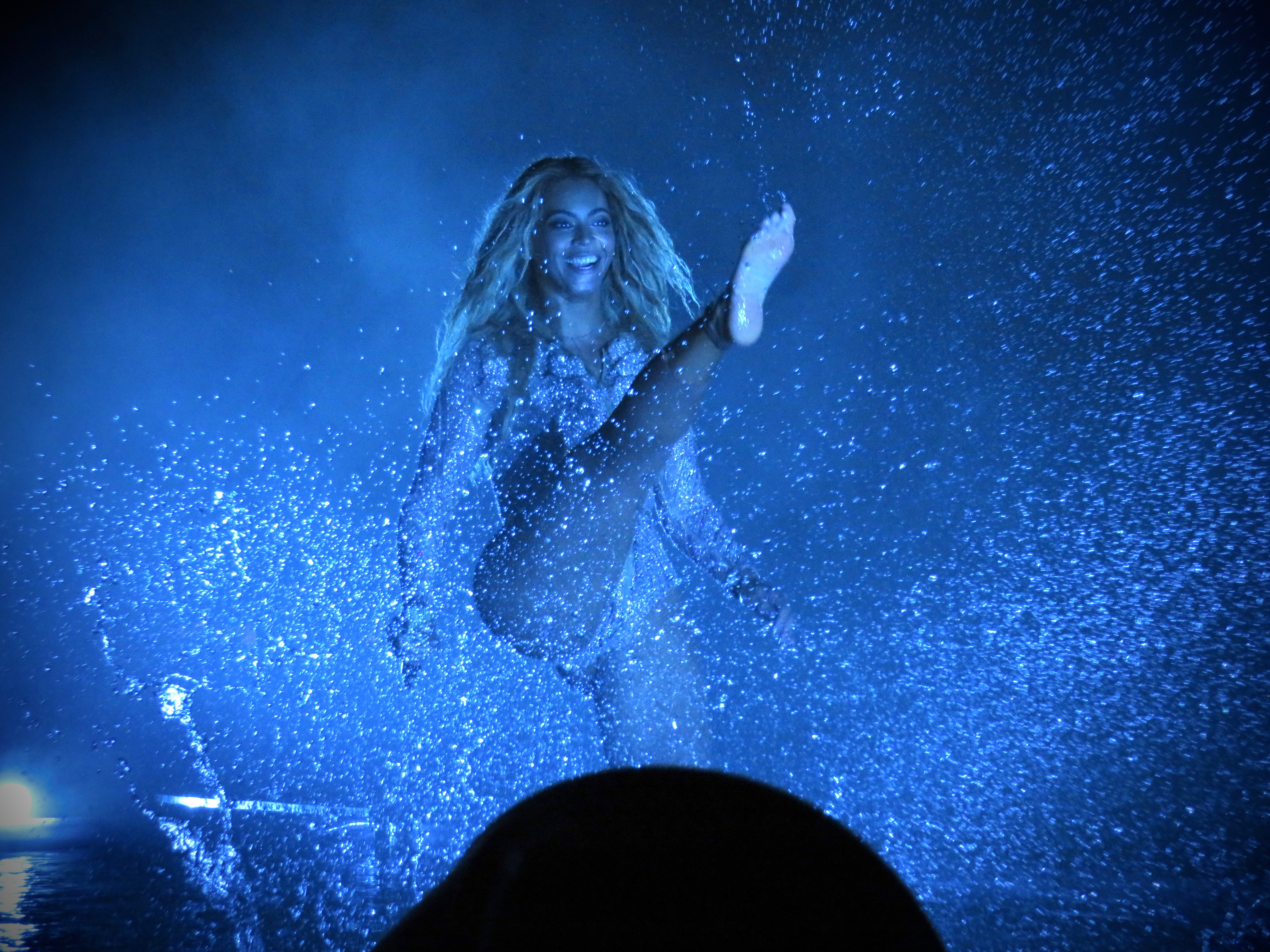
Beyoncé in un'esibizione di Freedom nel corso del The Formation World Tour

La canzone ha fatto parte della scaletta del The Formation World Tour, venendo eseguita dal vivo per la prima volta al Marlins Park di Miami il 27 aprile 2016. Veniva eseguita durante l'ultimo atto del concerto, in una grande piscina sul palco-B secondario del tour. Beyoncé e i suoi ballerini si esibivano in una coreografia, spruzzando nell'acqua.
Beyoncé ha eseguito Freedom con Kendrick Lamar come performance di apertura all'annuale BET Awards il 27 giugno 2016, aperta con una voce fuori campo di Martin Luther King con il suo discorso I have a dream mentre le ballerine marciavano verso il palco principale. Per l'esibizione, Beyoncé è stata accompagnata da ballerini con abiti tribali, e hanno eseguito una coreografia in una pozza d'acqua, simile a quella del The Formation World Tour. Il palco era illuminato da luci rosse e gialle e pieno di fuochi d'artificio e fumo per tutta la durata. Lamar ha raggiunto la cantante verso la seconda metà della canzone apparendo da sotto il palco. Verso la fine, si è unito con Beyoncé in piscina. Numerosi giornalisti hanno lodato la loro esibizione per la coreografia dinamica e intensa e per le tematiche politiche.

## Classifiche
| Classifica (2016) | Posizione massima |
| ----------------- | ----------------- |
| Belgio (Fiandre)  | 27                |
| Canada            | 60                |
| Francia           | 53                |
| Irlanda           | 95                |
| Spagna            | 37                |
| Regno Unito       | 40                |
| Stati Uniti       | 35                |

## Date di pubblicazione
| Paese       | Data di pubblicazione | Formato |
| ----------- | --------------------- | ------- |
| Italia      | 9 settembre 2016      | Airplay |
| Regno Unito | 23 settembre 2016     | Airplay |